# 村山たか

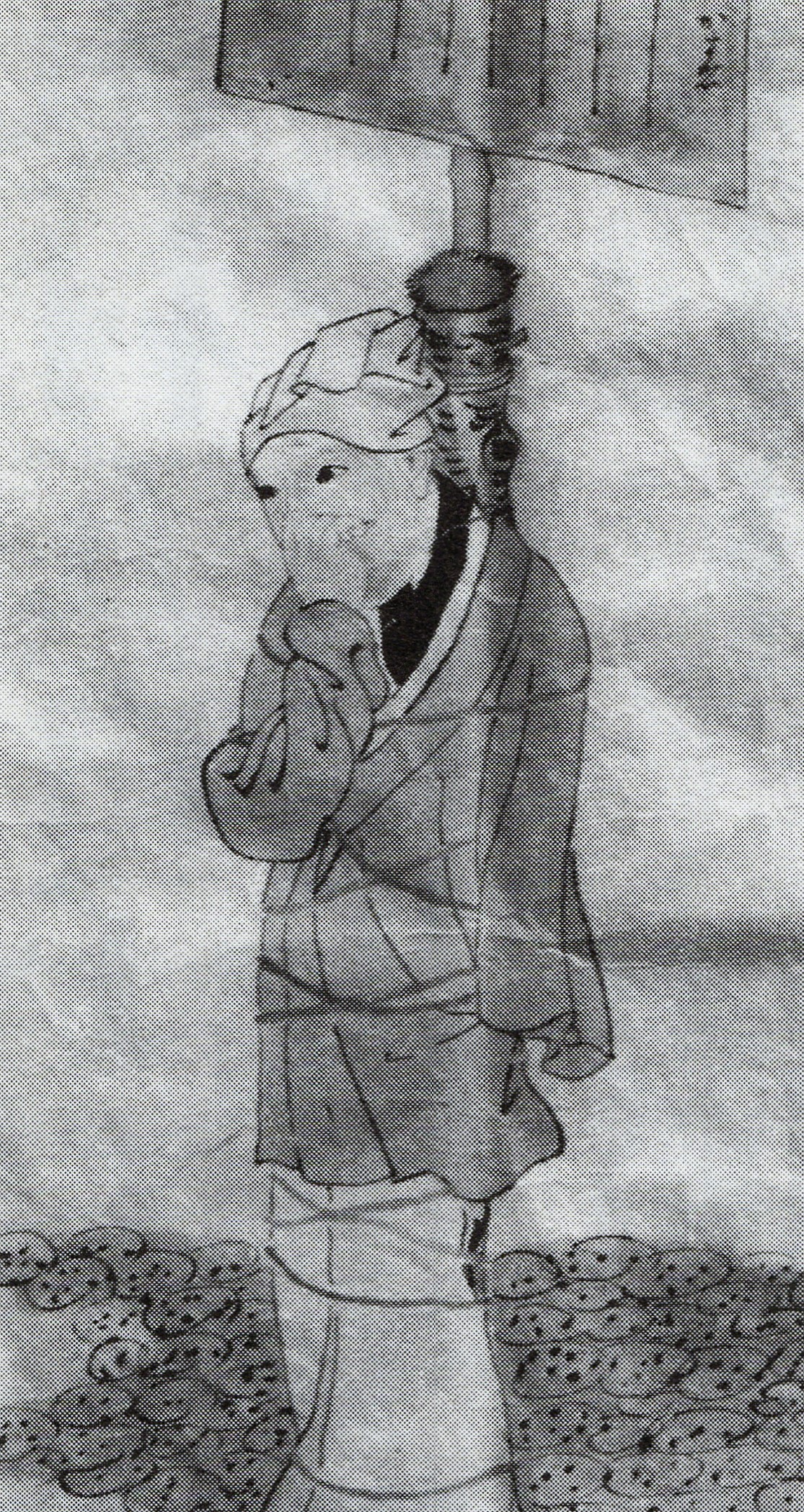
たか女晒し者の図(金福寺蔵)

村山 たか（むらやま たか、文化6年（1809年） - 明治9年（1876年）9月30日）は、江戸時代後期から明治時代初期の女性。舟橋聖一の小説『花の生涯』のヒロインとして知られる。別名村山加寿江（かずえ、可寿江とも）。

## 生涯
1809年（文化6年）、近江国犬上郡多賀で、多賀大社にあった寺坊尊勝院の娘として生まれる。生後すぐに寺侍村山氏に預けられ、18歳の時に当時の藩主である井伊直亮の侍女となる。
20歳になり京に上って、祇園で芸妓となり、その際男子をもうけるが、私生児であったために自らが引き取り、生まれ故郷の彦根に戻る。その際彦根城下で部屋住み生活を過ごしていた井伊直弼と出会って情交を結び、またその数年後に直弼を通じて出会った長野主膳とも深い関係になったとされる。やがて直弼が大老となり、江戸に移った後2人は別れたとされるが、安政の大獄の際には京都にいる反幕府勢力の情報を江戸に送る間諜となり、大獄に大きく加担した。日本の政権に属した女性工作員としては、史上初めて名をとどめる存在である。
1860年（安政7年）の桜田門外の変で直弼が暗殺された後、1862年（文久2年）に尊王攘夷派の武士に捕らえられるも女性ということで死罪を免れたが、三条河原に晒された。しかし、息子の多田帯刀は母親のかわりに土佐藩士・長州藩士によって斬殺され、首を晒されている。
その後、洛外一乗寺の金福寺で出家し妙寿尼と名乗り、1876年（明治9年）死去。墓は金福寺の本寺である円光寺にあり、金福寺には詣り墓がある。
長らく、たかと井伊直弼の具体的な関係は不明であったが、2011年（平成23年）の末、京都市東山区の井伊美術館で、直弼がたかへと宛てた手紙が発見された。手紙は直弼が20代後半に書かれたものと思われ、藩の反対でたかと会えなくなった際の辛い心情が綴られている。

## 登場する作品

### 小説
- 「花の生涯」（舟橋聖一著 1952〜53年 毎日新聞連載）
- 「奸婦にあらず」（諸田玲子著 2006〜07年 日本経済新聞連載）

### 映画
- 「花の生涯 彦根篇 江戸篇」（松竹 1953年）演：淡島千景

### テレビドラマ
- 「花の生涯」（NHK 1963年）演：淡島千景
- 「花の生涯」（日本テレビ 1974年）演：山本陽子
- 「影の軍団Ⅳ」（関西テレビ 1985年）演：本阿弥周子
- 「花の生涯 井伊大老と桜田門」（テレビ東京 1988年）演：島田陽子

### 漫画
- 「だんドーン」（泰三子著）

### ゲーム
- 「Rise of the Ronin」（ソニー・インタラクティブエンタテインメント）声 : 園崎未恵